# Tape art
 Tape art (скотч арт) — создание изображений при помощи скотча.

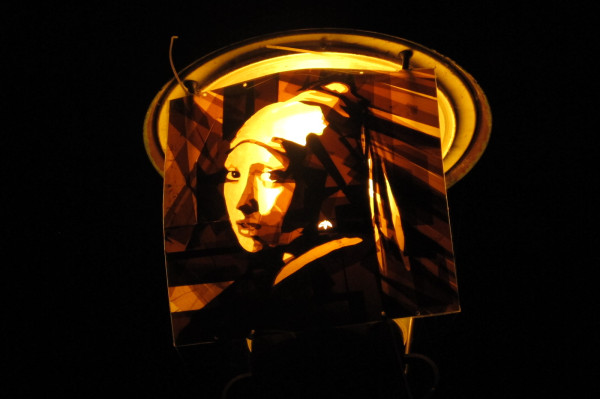
Скотч-арт Макса Зорна. Материалы: коричневая упаковочная лента на акриловом стекле. Работа висит на уличном фонаре.

Сфера применения скотча в современном искусстве весьма разнообразна — рисунок, коллаж, инсталляция, скульптура, граффити, и пр.
Tape art также является разновидностью Street art, однако ввиду недолговечности материала в уличной среде, чаще используется в помещении. Достоинствами скотча как материала для художников являются — мобильность применения, легкость, прочность.

## История
Движение Tape Art возникло в Провиденсе, штат Род-Айленд, в 1989 году в форме масштабных совместных рисунков, созданных в общественных местах командой Tape Art Crew. С середины 90-х Tape art распространился в Европе.
Tape Art Crew продолжает развиваться в данном направлении, группой было создано более 500 общественных работ и тысячи небольших рисунков.
В октябре 2016 года в Берлине была организована первая международная выставка Tape Art Convention - выставка в берлинской галерее Neurotitan , в которой приняли участие немецкий коллектив художников Tape That, а также такие международные художники, как Буфф Дисс, Слава Остап, Бенджамин Мерфи и Макс Зорн.

## Специфика
Изображения из малярного скотча являются альтернативой для тех, кто хочет заниматься стрит-артом, при этом не повреждая зданий. Буфф Дисс также отмечает, что представители закона просто не знают, как реагировать на творчество художников скотч-арта, когда понимают, что любое изображение можно отклеить за несколько минут, абсолютно не повредив при этом поверхность. Инсталляции tape art создаются довольно быстро и почти бесшумно, что также является важным преимуществом для арт-интервенций в уличные пространства.
Картины из скотча также отличаются практичностью. Если такую работу нужно транспортировать на выставку, то можно свернуть холст в рулон и доставить, куда требуется. Таким образом, за один раз можно перенести сразу несколько картин. Насыщенность цвета авторы создают с помощью многослойного наклеивания клейкой ленты. В этом виде искусства за короткое время можно научиться делать интересные вещи, поэтому некоторые представители скотч-арта проводят мастер-классы, где рассказывают о тонкостях работы с этим материалом.
Примеры работ
- Видео Славы Остапа: Live Taping Show

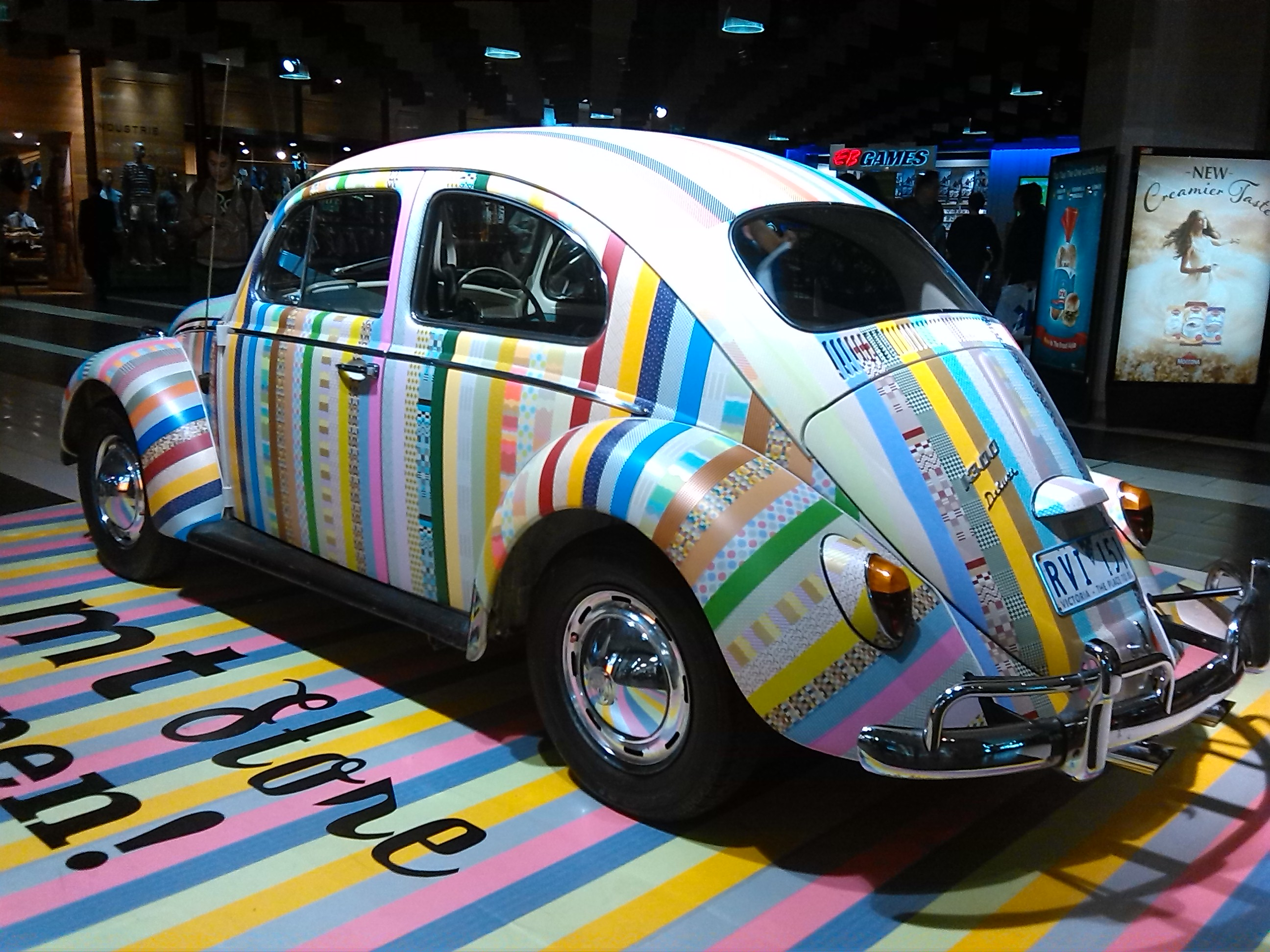
Tape art машины
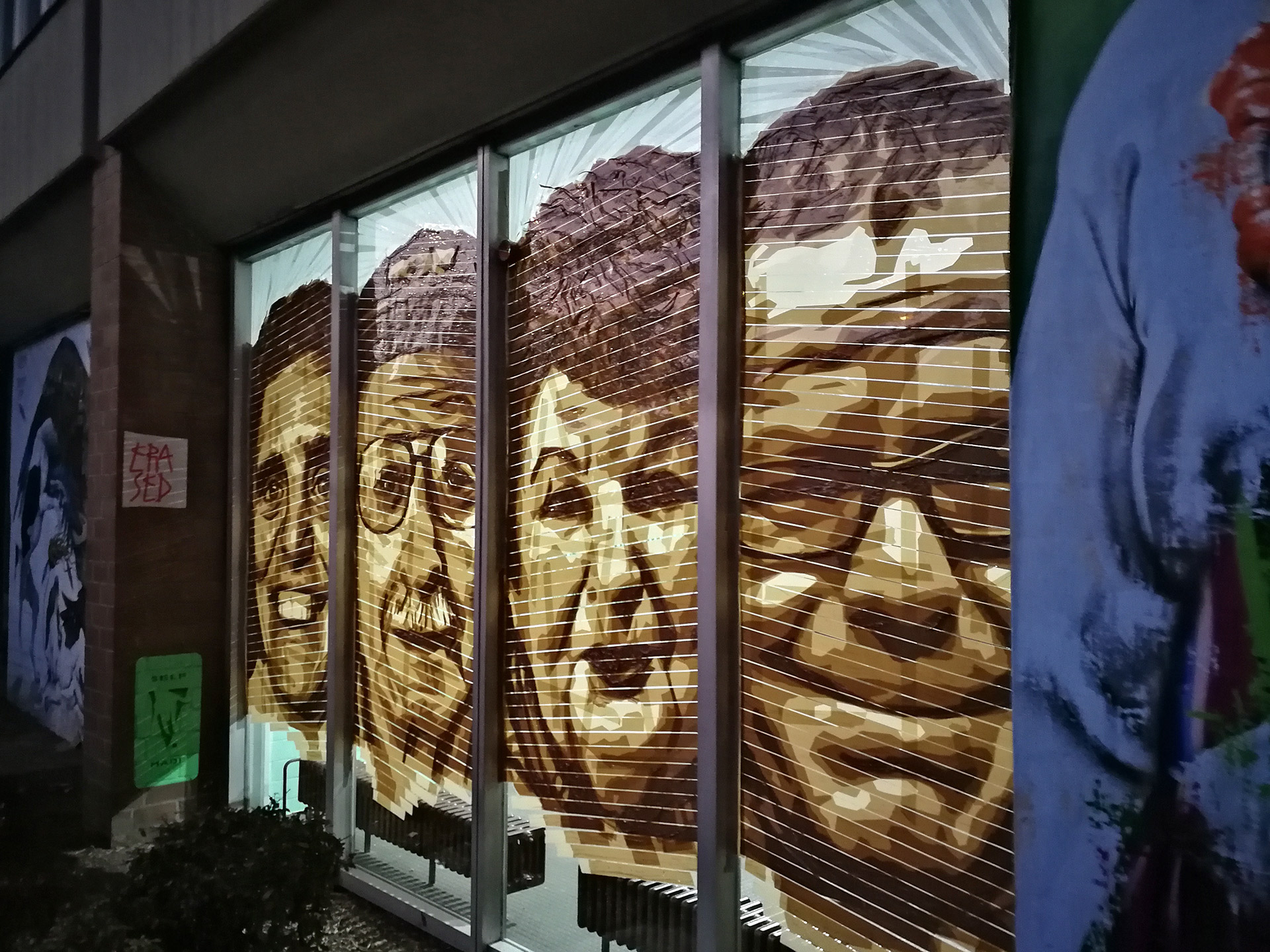
Четыре портрета жителей дома «Хузур»
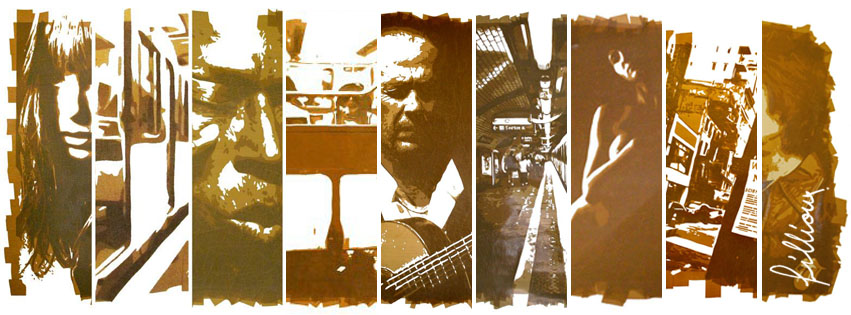
Тэйп-арт Полин Фийю
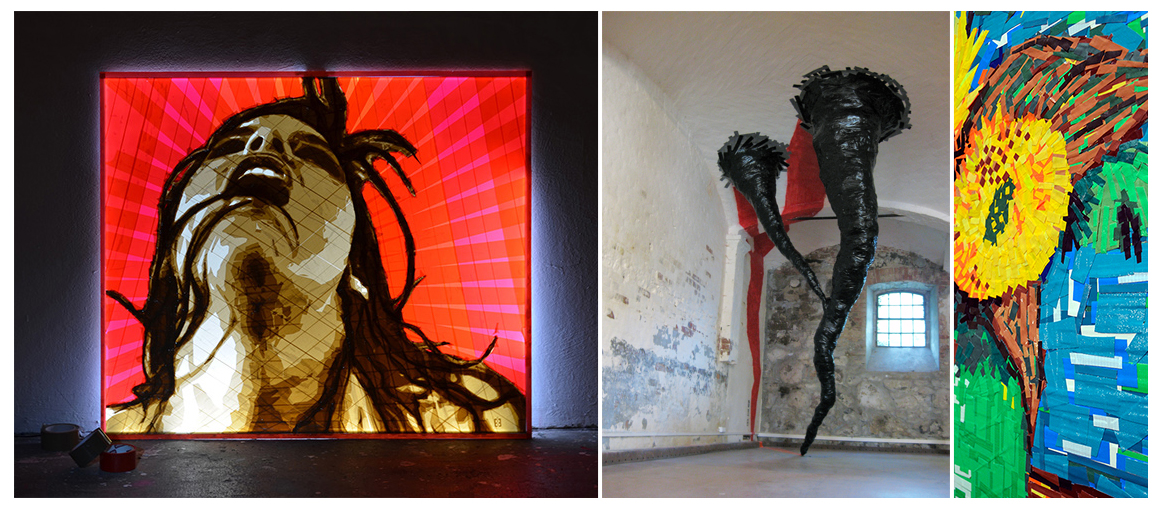
Tape Art — работы из скотча на улицах Берлина художника Славы Остапа
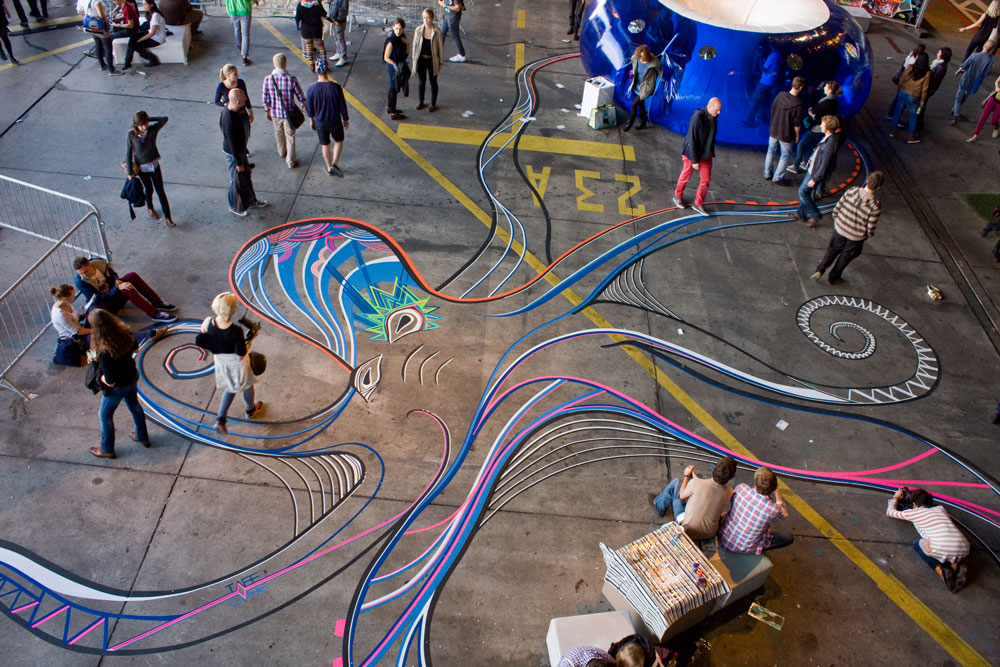
TAPE ART by TAPE OVER @ Berlin Festival Art Village — часть стрит-арта под названием «funky octopus»

Список художников
- Ostap
- Mark Jenkins
- TAPE OVER
- Александр Жунёв
- Max Zorn
- LaMia
- Mark Khaisman
- Валерий Кошляков
- Николай Васильев
- Evgeny Selyankin (Евгений Селянкин)
- Sonya & Bronya
- Buff Diss
- Aakash Nihalani
- Rebecca Ward Архивная копия от 4 августа 2018 на Wayback Machine
- Pauline Fillioux
- Tirtzah Bassel
- El Bocho
- ROB